# Понферада
Понферада (шп. Ponferrada) град је у Шпанији у аутономној заједници Кастиља и Леон у покрајини Леон. Према процени из 2008. у граду је живело 67.969 становника.

## Становништво
Према процени, у граду је 2008. живело 67.969 становника.
| 1981.  | 1991.  | 2001.  |
| ------ | ------ | ------ |
| 52.499 | 59.948 | 62.175 |

## Партнерски градови
- Пачука де Сото